# Estadio Fumea
El estadio Fumea Lolo Rodríguez es un estadio municipal de fútbol de la parroquia ovetense de Olloniego, Asturias, España.
En el estadio Fumea Lolo Rodríguez juega como local el equipo del Nalón Club de Fútbol.El nombre del estadio se debe al barrio de Fumea en Olloniego donde se encuentra situado. Renombrado desde 2016: Fumea Lolo Rodríguez, en honor al que fuera fundador y presidente del club, desde 1996 a 2015, fallecido el 30 de diciembre de 2015. 
El campo tiene una capacidad aproximada para unos 300 espectadores y dispone de una grada cubierta con 180 asientos. Es de titularidad municipal y sus dimensiones son de 98 x 68 m. El terreno de juego es de hierba natural.